# Jałpuh
Jałpuh (Jałpuch) – jedno z największych jezior Ukrainy, położone na jej płd.-zach. terytorium, w obwodzie odeskim.
Powierzchnia jeziora wynosi 149 km², średnia głębokość – 2,0 m, a maksymalna – 5,5 m. Długość jeziora wynosi 39 km, a jego szerokość do 15 km. Należy do Jezior Przydunajskich wpada do niego rzeka Jałpuh. Połączone z Dunajem przez jezioro Kugurłuj.